# Memòria de tambor

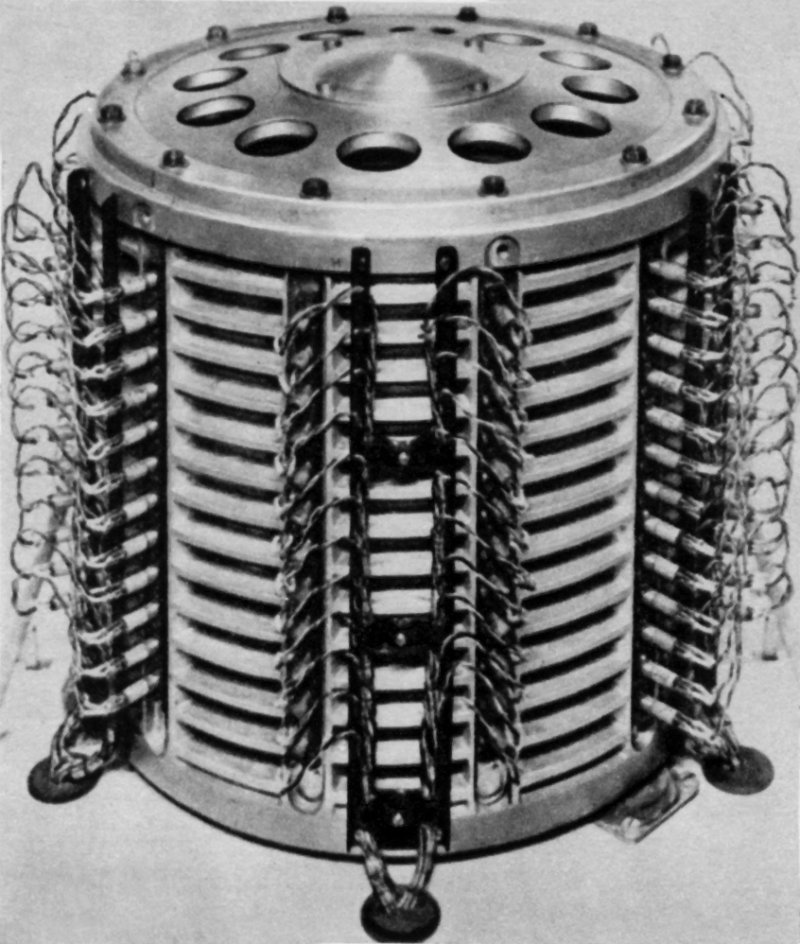
Tambor magnètic.

La memòria de tambor fou un dispositiu d'emmagatzematge de dades. Va ser una forma primerenca de memòria d'ordinador que va ser usada extensament les dècades del 1950 i 1960, inventada per Gustav Tauschek el 1932 a Àustria. Per a moltes màquines, el tambor va formar la memòria de treball principal de la màquina, amb dades i programes carregats sobre el tambor, que feia servir mitjans de comunicació com la cinta de paper o targetes perforades. Els tambors comunament eren usats per a la memòria de treball principal de les màquines, i sovint eren anomenades màquines de tambor.

## Característiques
El tambor magnètic és un cilindre de metall buit o sòlid que gira en una velocitat constant (de 600 a 6.000 revolucions per minut), cobert amb un material magnètic d'òxid de ferro sobre el qual s'emmagatzemen les dades i programes. A diferència dels paquets de discos, el tambor magnètic no pot ser extret. El tambor queda permanentment muntat al dispositiu. Els tambors magnètics són capaços de recollir dades a majors velocitats que una cinta o una unitat de disc, però no són capaços d'emmagatzemar més dades que aquelles.
La superfície del tambor magnètic es podia magnetitzar a causa del material que l'envoltava. El tambor girava i sobre la seva superfície existien nombroses capes de lectura i escriptura. S'emmagatzemaven les dades en pistes paral·leles sobre la superfície del tambor. En girar el tambor la informació emmagatzemada passava per sota dels capçals de lectura/escriptura.

## Diferències entre disc i tambor
Un tambor magnètic es diferencia d'un disc magnètic en què les pistes en les quals les dades són emmagatzemades, s'assignen canals localitzats al voltant de la circumferència del tambor. És a dir, els canals formen cintes circulars al voltant del tambor. Les funcions bàsiques dels caps de lectura/escriptura són col·locar punts magnetitzats (0's i 1's binaris) al tambor durant l'operació d'escriptura i detectar aquests punts durant una operació de lectura. La funció de llegir i escriure d'un tambor magnètic funciona de manera similar a les d'una unitat de cinta magnètica o una unitat de disc.

## Muntatge
Alguns tambors són muntats en posició horitzontal, mentre que n'hi ha altres que són muntats en posició vertical.
Per tenir una idea de la velocitat i capacitat d'emmagatzematge, alguns tambors d'alta velocitat eren capaços de transferir més d'un milió de caràcters de dades per segon, que és aproximadament l'equivalent a la lectura d'un munt de targetes perforades. Les capacitats d'emmagatzematge de tambors magnètics variaven entre 20 milions i més de 150.000 milions de caràcters de dades.